# Liste der Kulturdenkmäler in Bonerath
In der Liste der Kulturdenkmäler in Bonerath sind alle Kulturdenkmäler der rheinland-pfälzischen Ortsgemeinde Bonerath aufgeführt. Grundlage ist die Denkmalliste des Landes Rheinland-Pfalz (Stand: 8. Februar 2023).

## Einzeldenkmäler
| Bezeichnung                                            | Lage                   | Baujahr | Beschreibung                      | Bild            |
| ------------------------------------------------------ | ---------------------- | ------- | --------------------------------- | --------------- |
| Katholische Filialkirche St. Arnulf und St. Margarethe | Im Kandelgarten 1 Lage | 1702    | barocker Saalbau, bezeichnet 1702 | Fotos hochladen |